# Mota de Vila Muntà
La Mota de Vila Muntà, o de Sant Nazari, era un castell medieval d'estil romànic del segle x situat en el poblat de Vila Muntà, actualment del municipi de Sant Nazari de Rosselló, a la comarca del Rosselló (Catalunya Nord).
La Mota era a l'oest de Sant Nazari, a pocs metres de la Carrera de Carlemany, l'antiga Via Domitia romana. Era ran mateix de la Fossella, a uns 300 metres al nord-est del Mas de Rocabruna. Ran de la Mota passava també el camí d'Alenyà al Tet i la Salanca, i a prop seu, al sud-est, hi ha el santuari de la Mare de Déu de l'Arca. Sembla que controlava el pas a gual de la Fossella que hi havia en aquest lloc. S'hi arriba seguint la carretera de Sant Nazari a Cabestany, i, en arriba al mas esmentat, adreçar-se cap a la Fossella, al nord-est. La Mota és actualment desapareguda, i en el seu lloc hi ha un camp aplanat.
En els darrers anys nombroses obres d'anivellament n'han fet desaparèixer tota mena de rastre.

## Història
Esmentada entre el 914 i el 1468 com a Vila Muntà o, simplement, Muntà, aquest lloc passà a ser anomenat Munt de la Terra a partir del 1498; és el nom amb què apareix en els cadastres rossellonesos. Era una parcel·la d'unes 6 àrees. Es tracta d'una mota, similar a les fortificacions trobades a diversos indrets d'Europa de la mateixa tipologia, datables vers l'any 1000. Sobretot se'n troben al centre i al nord del continent. La Mota de Vila Muntà desaparegué per anivellament del terreny després del 1932.

## Característiques
La Mota era un munt de terra creat per a establir-hi un lloc de guarda o de vigilància. El castellot que hi havia al damunt tenia forma rodona, el·líptica o rectangular amb els angles arrodonits. Al lloc més elevat s'hi situava una torre. La Mota solia ser majoritàriament de fusta, però en el cas de la torre, sovint s'hi feia servir pedra. Aquesta Mota ocupava una superfície de 31,5 x 26 metres.